# Vinslöv
Vinslöv is een plaats in de gemeente Hässleholm in Skåne de zuidelijkste provincie van Zweden. De plaats heeft 3865 inwoners (2005) en een oppervlakte van 416 hectare.

## Verkeer en vervoer
Bij de plaats loopt de Riksväg 21.
Ook heeft de plaats een station op de spoorlijn Kristianstad - Helsingborg.